# Бльо д'Овернь
Бльо д'Овернь (фр. Bleu d'Auvergne — блакитний овернський) — французький блакитний сир, що виготовляється з коров'ячого молока.

## Історія
Назва Бльо д'Овернь пов'язана з однією з найбільших сирних областей  Франції — провінцією Овернь, яка розташована на Центральному Французькому масиві. Порівняно з більшістю овернських сирів Бльо д'Овернь був створений порівняно недавно — в середині 1850-х років французьким сироваром Антуаном Русселем. Руссель помітив, що блакитна пліснява, що з'явилась в сирній масі викликала появу нового приємного смаку. Цей сировар провів численні експерименти для отримання блакитної цвілі. Після декількох невдалих спроб, Руссель виявив, що використання запліснявілого житнього хліба дає більше прожилок. Він проколював сир голкою, щоб забезпечити доступ повітря для кращого розвитку плісняви. Згодом, його відкриття поширилося по всьому регіону.
У березні 1975 року сир отримав вищу категорію якості AOC, а зонами його виробництва були визначені овернські департаменти Пюї-де-Дом, Канталь і кілька комун в довколишніх департаментах. 
Сьогодні Бльо д'Овернь в досить обмежених кількостях виробляють кооперативним і промисловим способами цілий рік, фермерські сири давно вже не продаються. 

## Виробництво
В наші дні Бльо д'Овернь досі виробляють на півдні департаменту Пюї-де-Дом і на півночі департаменту Канталь, там, де на жирних вулканічних ґрунтах ростуть соковиті трави. Після додавання грибка, за рахунок якого в сирі утворюється блакитна пліснява, а також молочнокислих ферментів, коров'яче молоко піддається заквасці. Отриману таким чином сирну масу нарізають, потім перемішують до зернистого стану і поміщають у спеціальні маси. Через деякий час сир солять і проколюють голками для полегшення доступу кисню, що сприяє утворенню плісняви.
У 2017 році було вироблено 5 047 т цього сиру, у 2007 — 6 197 т.

## Характеристика
На прилавки надходять головки двох розмірів — більші мають діаметр 20 см, висоту 8-10 см і вагу 2-3 кг; менші — діаметр 10 см, вага їх різна — 350 г, 500 г або 1 кг. Традиційно ці сири мають форму плаского циліндра, але на експорт і для продажу в упаковці, роблять головки прямокутної форми — завдовжки 29 см, шириною 8,5 см, заввишки 11 см і вагою 2,5 кг.
Смак сиру Бльо д'Овернь іноді визначають як «пастушачий» — з виразними нотками трав і диких квітів. Його сира непресована волога м'якіть з дуже тонкими прожилками блакитної цвілі, рівномірно поширеними по всьому сирному тілі, ароматніша, масляниста і не така гостра, як у легендарного Рокфору. При цьому вона не розсипається навіть при повній зрілості, хоча сир продається загорнутим у фольгу.

## Вживання
Бльо д'Овернь добре поєднується з іншими сирами у складі сирної тарілки, а також із зеленими яблуками. Може також використовуватися в приправах до макаронних виробів, соусах, салатах з горіхами або сирими грибами, в стравах з кролика чи телятини. До цього сиру підходять натуральні солодкі вина.

## Галерея

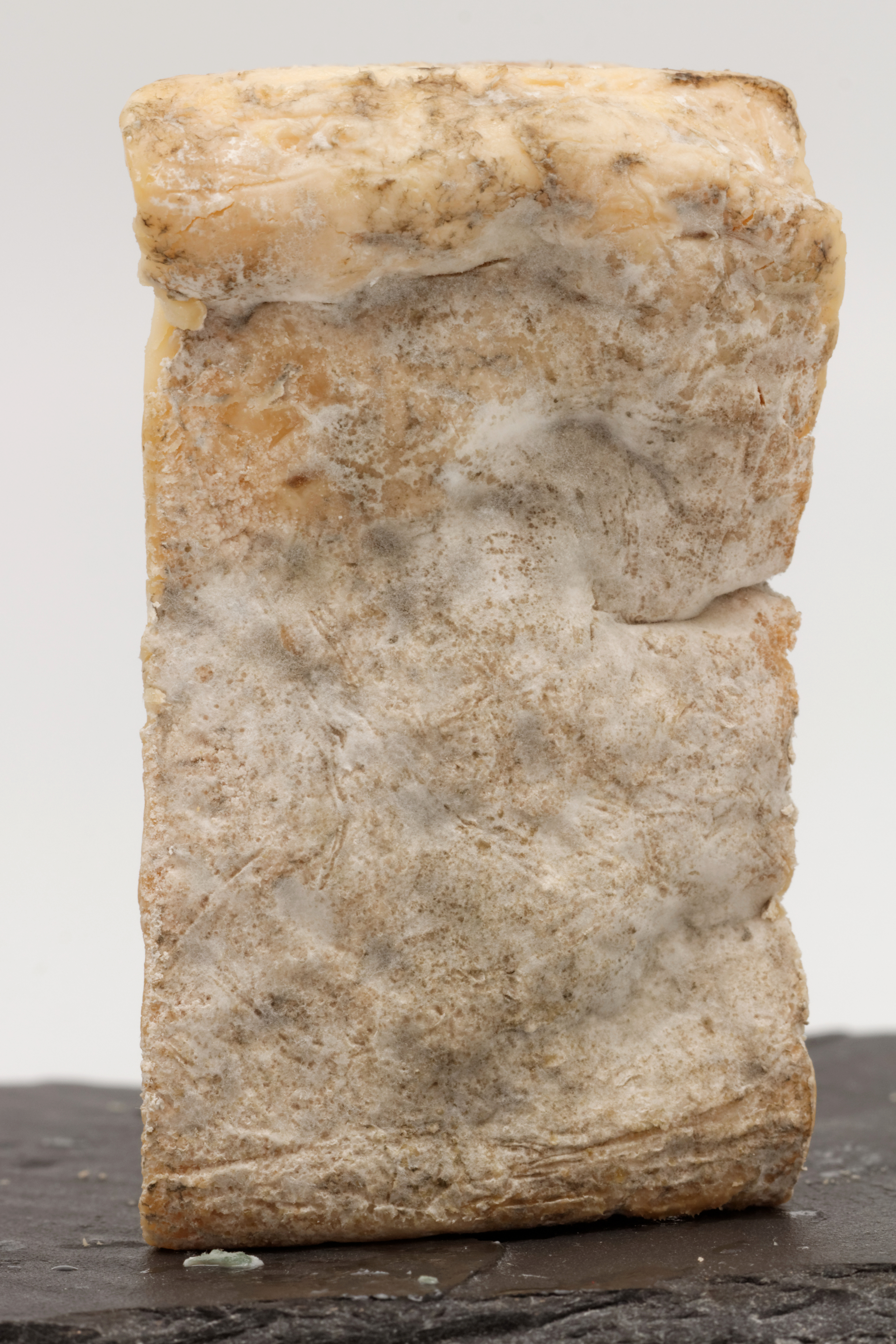
Скоринка сиру
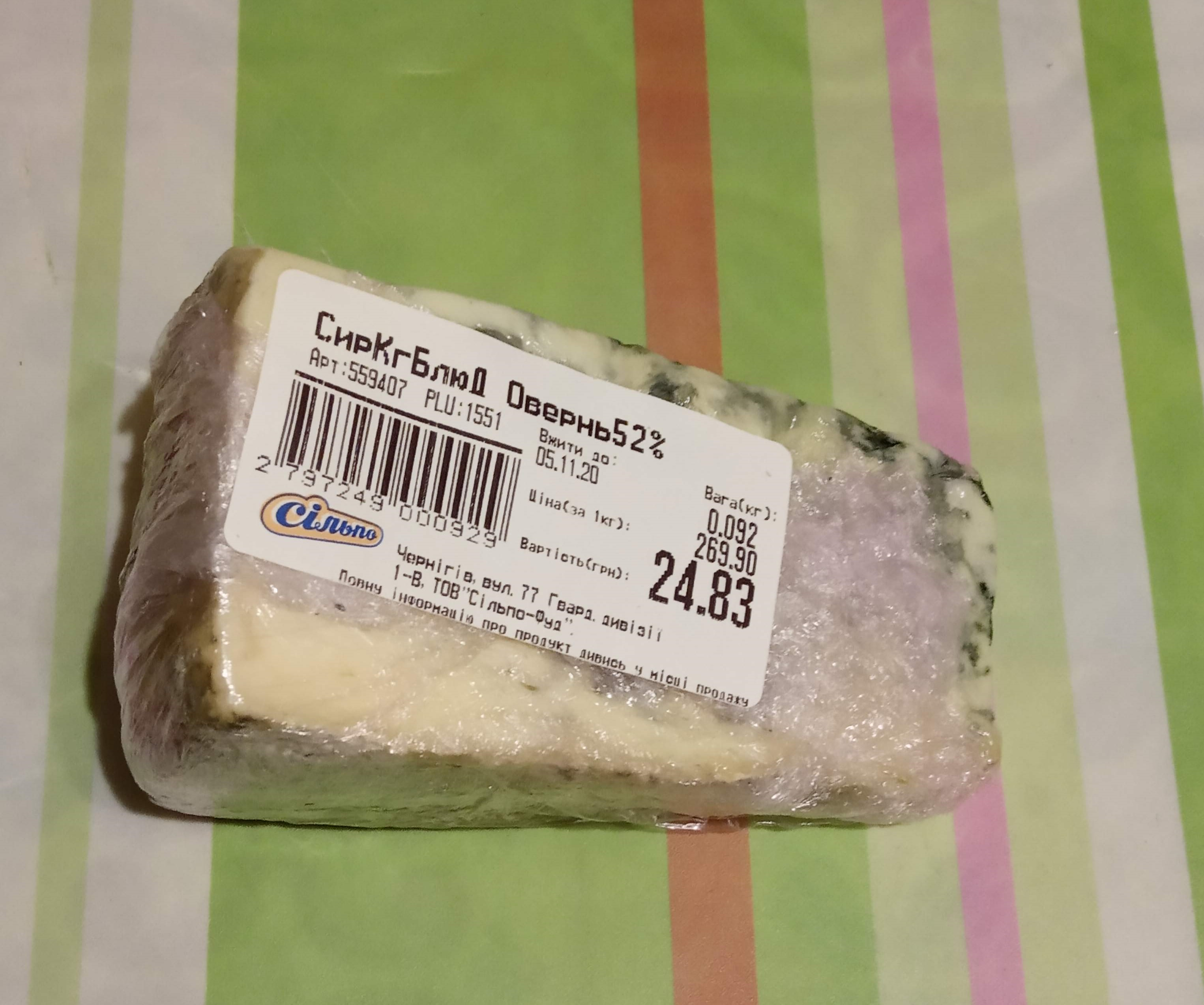
Сир в Україні (магазин Сільпо)
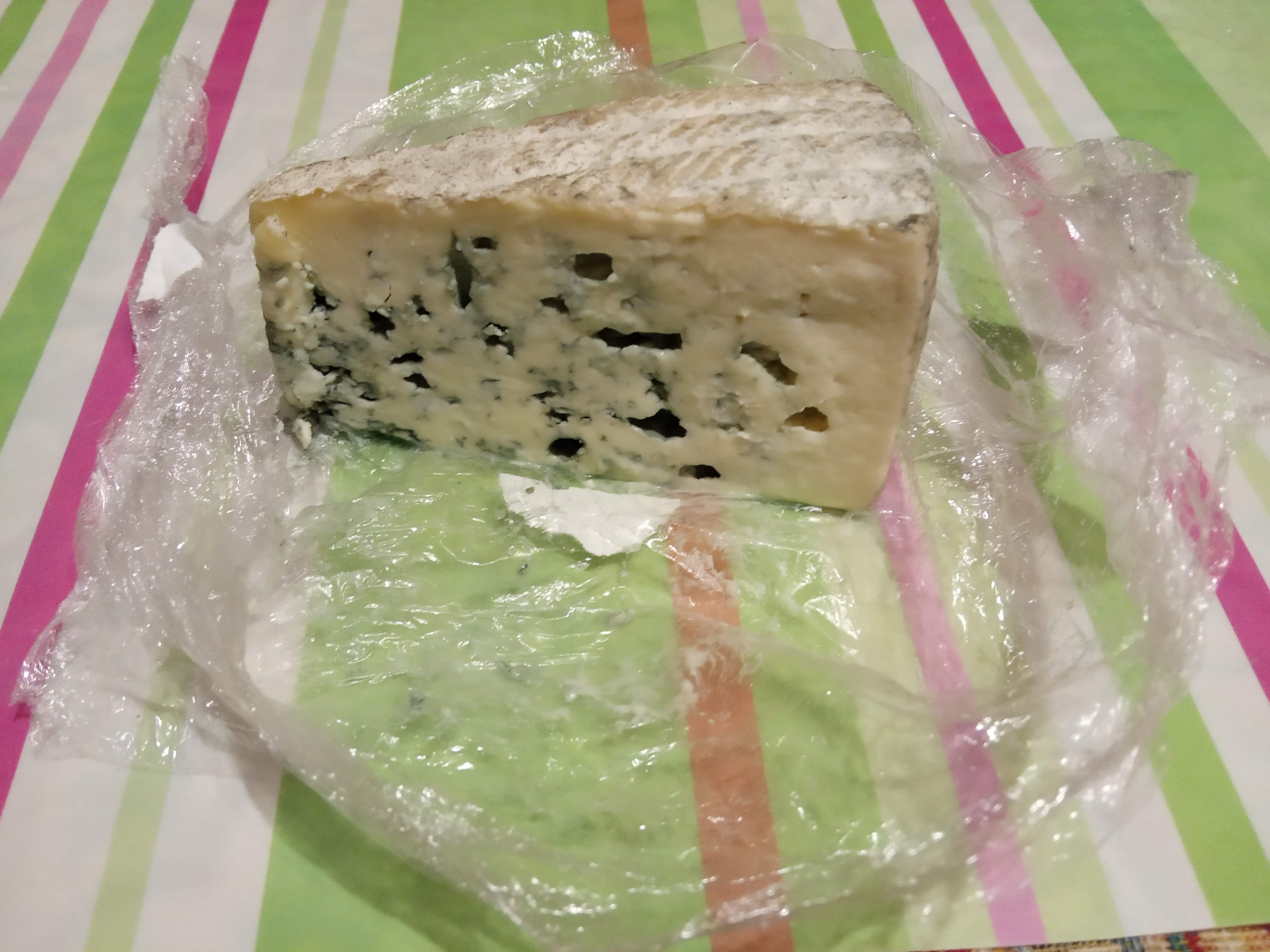
Сир в Україні